# Matteo Alonzo Leciniana Đậu
Matteo Alonzo Leciniana (1702-1745) tên Việt Nam là Đậu, là một linh mục thuộc Dòng Đa Minh, được Giáo hội Công giáo Rôma tôn phong Hiển Thánh vào năm 1988.
Ông sinh tại Nava Del Rey, Tây Ban Nha và gia nhập Dòng Đa Minh vào năm 1723, thụ phong linh mục năm 1727 (lúc 25 tuổi).
Tháng 11 năm 1730, ông cùng với 25 giáo sĩ khác của Dòng Đa Minh cập bến cảng Manila, Philippin. Ông được bổ nhiệm đến truyền giáo tại Địa phận Đông Đàng Ngoài. Vì nhân sự quá ít trên một địa bàn rộng lớn nên ông thường xuyên phải di chuyển qua nhiều huyện như Kim Động, Tiên Lữ, Thần Khê (Hưng Yên), Vũ Tiên (Thái Bình)...
Khi ông đang lưu trú trong nhà một ông trùm đạo tên là Độ thì có một tín hữu đi báo quan. Ngày 29 tháng 11 năm 1743, quân lính đến bao vây khi ông đang dâng Thánh lễ tại Lục Thủy. Ông ôm Mình thánh Chúa bỏ chạy nhưng vẫn bị bắt và bị đánh.
Trước công đường, ông trả lời: "Tôi có nhiệm vụ giảng dạy lề luật Thiên Chúa, là lề luật thánh thiện và chân chính... Tôi giảng lề luật của Chúa ngự trên trời, khuyên bảo người dân ăn ngay ở lành, tập luyện nhân đức và xa lánh con đường bất chính". Sau đó, ông được dời tới ngục Đông giam chung phòng với linh mục Gil de Federich Tế.
Riêng năm 1744, ông đã rửa tội cho 33 người nhập đạo, giải tội 620 lần.
Ngày 22 tháng 1 năm 1745, ông bị xử trạm tại pháp trường Đông Mơ (Thăng Long) dưới thời Chúa Trịnh Doanh. Thi hài được an táng tại Chủng viện Lục Thủy, nay thuộc Xuân Trường, Nam Định.